# فردریک سی. والکوت
فردریک سی. والکوت (به انگلیسی: Frederic C. Walcott) سناتور سابق عضو حزب جمهوری‌خواه ایالات متحده آمریکا بود. وی در سال ۱۹۲۹ تا ۱۹۳۵ میلادی سناتور ایالت کنتیکت در سنای ایالات متحده آمریکا بود.